# 丰塔纳尔斯德尔萨尔福林斯
丰塔纳尔斯德尔萨尔福林斯，是西班牙巴伦西亚自治区巴伦西亚省的一个市镇。总面积75平方公里，总人口982人（2001年），人口密度13人/平方公里。